# Джафар аль-Муктадір
Джафар аль-Муктадір (*13 листопада 895, Багдад — 31 жовтня 932, Багдад) — 18-й володар Багдадського халіфату в 908—932 роках. Тронне ім'я з арабської мови перекладається як «Могутній у Бозі». Повне ім'я Абу'л-Фадл Джафар ібн Ахмад аль-Мутадід аль-Муктадір біллах.

## Життєпис

### Дитинство
Походив з династії Аббасидів. Син халіфа аль-Мутадіда від грецької наложниці Шагаби. Народився у 895 році. При народженні отримав ім'я Джафар. Зростав при дворі свого батька, а потім брата халіфа аль-Муктафі у Багдаді. Здобув поверхову освіту. Не відрізнявся хистом до військової справи та урядування. Також мав слабкий характер і погану вдачу.
У 908 році під час тяжкої хвороби аль-Муктафі вищі сановники держави зібралися задля вирішення питання спадкоємця. Візир аль-Аббас ібн аль-Хасан аль-Джарджара підтримав кандидатуру Джафара. Натомість Махмуд ібн Дауд ібн аль-Джарра виступив на боці Абдуллаха, сина колишнього халіфа аль-Мутазза. Втім зрештою перемогла думка на користь Джафара, оскільки більшість сановників розраховували керувати малолітнім та безпольним правителем. Тому Джафар після смерті аль-Муктафі того ж року стає халіфом під ім'ям аль-Муктадір.

### Володарювання
З самого початку двір нового халіфа поринув в інтриги, оскільки різні групи та родичі намагалися керувати аль-Муктадіром. Останній на вимогу родичів та племен відновив подарунки хашимітським родинам, що завдало шкоди державній скарбниці. Втім вже 16 грудня 908 року виникла змова проти халіфа, яку очолив аль-Хусейн ібн Хамдан, прихильник Абдулла ібн аль-Мутазза. Останній на чолі вояків зумів вбити візира аль-Аббас ібн аль-Хасана, проте сам халіф врятувався завдяки діям євнуха аль-Муні аль-Музаффара. Слідом за цим заколот швидко було придушено.
Після цього було утворено регентську раду (аль-саду), яку фактично очолила мати халіфа Шагаба. Остання створила паралельну адміністрацію, спираючись на євнухів та служниць гарему (карамани). Особисті секретарі та помічники Шагаби керували усіма справами. Досягаючи повної влади Шагаба у 917 році домоглася звільнення впливового сановника Алі ібн Ісу аль-Джарру. При цьому Шагаба слідкувала за своїми помічницями, щоб жодна з них не набула значної влади. У 922 році було встановлено відносини з Волзькою Булгарією, куди разом з посланцем Ібн Фадланом спрямовано каді і викладачів шаріату, а також будівельників для будівництва фортець та мечетей. У 925 році Шагаба ще більш збільшила свою політичну вагу при дворі — призначила візиром свого протеже Ахмада аль-Хасибі.
Халіф повністю відійшов від справ, поринувши у розваги та байдикування. Правління Шагаби призвело до спустошення скарбниці й корупції при цивільній адміністрації (мазалім). Водночас відмова від активної зовнішньої політики своїх попередників, укладання миру з Візантійською імперією у 917 році. При цьому фактично стали незалежними Хамданіди в Мосулі, набирали потугу Фатіміди в Іфрикії. Халіф та його уряд не реагував на ці загрози. У 929 році кармати захопили та сплюндрували Мекку, вкравши Чорний камінь.
Усе це викликало невдоволення військової знаті, яка влаштувала у 929 році змову. В результаті аль-Муктадіра було повалено й замінено братом Мухаммадом. Проте доволі швидко заколот було придушено, а аль-Муктадір повернувся на трон. При цьому він не стратив Мухаммада. Але влада халіфа була підірвана, оскільки він вже не міг сплачувати належну платню військам та службовцям — мати та його фаворити спорожнили скарбницю. У 932 році аль-Муктадір змістив еміра емірів Муніса, поставивши замість нього Булейка. Проте Муніс не підкорився та виступив проти халіфа. У битві біля багдадської брами аль-Муктадір загинув. Новим халіфом став його брат Мухаммад.

## Родина
- Ахмад (909—940), 20-й халіф у 934—940 роках
- Ібрагім (908—968), 21-й халіф у 940—944 роках
- Абу'л-Касім (914—974), 23-й халіф у 946—974 роках
- Іса